# 刘太行
刘太行（1939年—），汉族，中华人民共和国政治人物，中国共产党党员，曾任空军指挥学院副院长兼科研部部长，第十一届全国政协委员。

## 生平
2008年，当选第十一届全国政协委员，代表教育界，分入第四十一组。

## 家庭
父亲刘伯承，母亲汪荣华。